# Bazilika Saint-Denis
Kraljevska bazilika Saint-Denis (francuski: Basilique royale de Saint-Denis, ili jednostavno Basilique Saint-Denis) je velika srednjovjekovna opatijska crkva u mjestu Saint-Denis koje je danas sjeverno predgrađe Pariza. Građevina je važna za povijest arhitekture zbog njezina kora, dovršenog 1144. god., koji se smatra prvom gotičkom crkvom.

## Povijest
Sveti Denis je svetac zaštitnik Francuske i, prema legendi, bio je prvi biskup Pariza koji je umro mučeničkom smrću nekad poslije 250. god. Na mjestu gdje je pokopan izgrađeno je svetište oko 475. god. Kralj Franaka, Dagobert I. (vladao od 628. godine do 637. godine) je tu osnovao opatiju Saint-Denis kao benediktinski samostan.
U 12. stoljeću opat Suger je obnovio dijelove opatijske crkve, i to koristeći inovativne konstrukcije i nove dekorativne odlike koji će kasnije postati temeljne odlike novog, gotičkog stila. Crkveni kor bazilike iz 13. stoljeća je prototip ranogotičke zrakaste (fr. Rayonnant) arhitekture (kao što su katedrale u Chartresu i Amiensu).
Bazilika Saint-Denis je mjesto na kojem su pokopani gotovo svi francuski kraljevi od 10. do 18. stoljeća. Nije korištena za krunidbu kraljeva, jer je za tu svrhu sagrađena katedrala u Reimsu, no u Saint-Denisu su krunjene francuske kraljice.
Opatijska crkva je uzdignuta na status katedrale novoosnovane biskupije Saint-Denis 1966. god. Iako je u narodu poznata kao „Bazilika Saint-Denis”, katedrala nikada nije dobila vatikansku titulu „manja bazilika”.

## Kraljevske grobnice
U opatiji Saint-Denis stoljećima su pokapani francuski kraljevi i njihove obitelji. Zbog toga se mjesto često naziva kraljevskom nekropolom Francuske. Od 10. stoljeća do 1789. samo tri kralja nisu bila pokopana u Saint-Denisu. Za vrijeme Francuske revolucije grobovi su bili otvarani po naređenju revolucionarnih vlasti. Tijela su tada uklonjena i ubačena u dvije velike jame u blizini. Arheolog Alexandre Lenoir je spasio mnogo spomenika od revolucionarnih vlasti tvrdeći da su značajna za njegov muzej francuskih spomenika.
Tijela pogubljenih članova kraljevske obitelji, Luja XVI., njegove supruge Marije Antoanete i sestre Elizabete, nisu pohranjena u Saint-Denisu, već su polivena krečom i zakopana u dvorištu crkve Madeleine. Tijelo dauphina Louisa-Josepha, koji je umro od tuberkuloze, pokopano u neoznačenom grobu u Parizu. Napoleon Bonaparte je 1806. ponovo otvorio Saint-Denis, ali ostaci kraljeva su ostali u masovnoj grobnici. Nakon Napoleonovog progona na Elbu, Burbonci su krenuli u potragu za tijelima Luja XVI. i Marije Antoanete. Nešto kostiju za koje su pretpostavili da su njihove sahranili su 1815. u Saint-Denisu.
Masovna grobnica je otvorena 1817. godine, ali bilo je nemoguće utvrditi kome pripadaju pojedine kosti. Sve kosti smještene su u jednu kosturnicu u Saint-Denisu s imenima stotina članova francuskih dinastija. Kralj Luj XVIII. je pokopan 1824. u središtu kripte, pokraj grobova Luja XVI. i Marije Antoanete. Baziliku je restaurirao arhitekt Viollet le Duc, koji je čuven po radu na crkvi Notre Dame u Parizu. On je ponovo uzeo sve spomenike iz francuskog muzeja spomenika i vratio ih u crkvu. Tijelo Luja VII., koji je bio pokopan na drugom mjestu, sahranili su u Saint Denisu. Mumificirano srce dauphina, koji je trebao postati Luj XVII., zapečaćeno je u kriptu 2004.

### Grobovi
Poznati francuski vladari i njihove supruge pokopani u bazilici Saint-Denis su:
- Henrik I. (1008. – 1060.)
- Luj VI. (1081. – 1137.)
- Luj VII. (1120. – 1180.) i njegova supruga
- Filip II. (1180. – 1223.)
- Filip III. (1245. – 1285.)
- Filip IV. (1268. – 1315.) i njegova majka, Izabela Aragonska (1247. – 1271.)
- Franjo I. (1494. – 1547.)
- Henrik II. (1519. – 1559.) i njegova supruga, Katarina de' Medici (1519. – 1589.)
- Franjo II. (1544. – 1560.)
- Luj XIV. (1638. – 1715.)
- Luj XV.  (1710. – 1774.)
- Luj XVI. (1754. – 1793.) i njegova supruga, Marija Antoaneta (1755. – 1793.)
- Luj XVII. (1785. – 1795.)
- Luj XVIII. (1755. – 1824.)

## Vanjske poveznice
- Detaljan popis članova francuskih kraljevskih obitelji pokopanih u bazilici Saint-Denis